# Laihunite
La laihunite è un minerale appartenente al gruppo dell'olivina.